# Кубок Південного Судану з футболу
Кубок Південного Судану з футболу — футбольне змагання, яке щорічно проводить Футбольна асоціація Південного Судану серед футбольних клубів Південного Судану. Проводиться з 2012 року, після того як Південний Судан отримав незалежність. Один з найуспішніших клубів країни, «Аль-Малакія», двічі вигравав національний кубок. 

## Історія
9 липня 2011 року, після загальнонаціонального референдуму, Південний Судан проголосив власну незалежність від Судану. У квітні 2011 року створена Футбольна асоціація Південного Судану, яка увійшла до ФІФА, КАФ та КЕСАФА. Окрім національного кубку, ФАПС керує національними чемпіонатами, а вищим дивізіоном є чемпіонат Південного Судану.
Перший національний Кубок Південного Судану проведено у 2012 році, у змаганнях взяли участь вісім команд. Перший раунд змагання був двоматчевим чвертьфінальним етапом на вибування. Чотири переможці чвертьфіналів, «Ель Насір», «Аквачі Діт», Ель-Меріх та Меррейх Авейл, вийшли до півфіналу, який складався з одного матчу. 8 вересня 2012 року «Ель-Насір» переміг «Аквачі Діт» (2:0), а 9 вересня «Ель-Меріх» обігав «Меррейх Авейл» (1:0). 12 вересня «Ель-Насір» з Джуби переміг «Ель-Меріх» з Ренку (2:1) та став першим володарем трофею.
У 2013 році стартував другий розіграш кубку країни. Вступило набагато більше команд, ніж у 2012 році, і перший раунд змагань проводився по регіонам. Змагалися команди зі штатів Центральної Екваторії, Верхнього Нілу та Західної Екваторії. У підсумку, 16 команд вийшли до фінального раунду. Їх розділили на чотири групи, але дві з чотирьох груп не провели жодного матчу. З групового етапу до півфіналу вийшли чотири команди: «Аль-Малакія» (Джуба), «Аглі» (Малакал), «Салам Авейл» (Північний Бахр-ель-Газаль) та «Амаль Раджа» (Західний Бахр-ель-Газаль). «Аль-Малакія» обіграв «Аглі» в серії післяматчевих пенальті, а «Салам Авейл» переміг «Амаль Раджа» (3:2). У фінальному поєдинку «Аль-Малакія» здобув перемогу (2:0) та кваліфікувався до Кубку конфедерації КАФ 2014.
У сезоні 2014 року в кубку Південного Судану взяло участь 9 команд, розділених на дві групи. Команди зі штатів Верхній Ніл, Ель-Вахда та Джонглей не змагалися через конфлікти в цих регіонах. Команди були розділені на групи Вау та Джуба. Ймовірними півфіналістами вважали «Аль-Малакію», «Аль-Газель» (Вау), «Есла» і Тахрір. «Аль-Газель» та «Аль-Малакія» виграли півфінали з сукупним рахунком 2:0 та 6:3 відповідно. 31 серпня 2014 року «Аль-Малакія» виграв фінальний поєдинок (1:0) та кваліфікувався до Ліги чемпіонів КАФ 2015.
У 2015 році ФАПС оголосила про нові кубкові змагання у Південному Судані. За підтримки MTN Group проведено Футбольний чемпіоншип MTN8, який виграв «Аль-Малакія».
У 2016 році «Вау Салам» виграв кубок Південного Судану, перемігши у фіналі «Янг Старс» з Торіта (3:0). 
У 2017 році «Вау Салам» захистив титул, обігравши в фінальному матчі в серії післяматчевих пенальті 5:4 (основний час — 2:2) «Аль-Хіляль» (Джуба).
У 2018 році «Аль-Меррейх» (Джуба) виграв національний кубок, перемігши у фіналі «Аль-Газалу».
У 2019 році «Амарат Юнайтед» обіграв «Джим Аль-Салам» з рахунком 12:0. Два з чотирьох півфіналістів «Хіляль» (Вау) та «Супер Іглз» (Ямбіо) дискваліфіковані з турніру за те, що не змогли прибути в Джубу.

## Фіналісти та переможці
| Рік  | Переможець                                      | Рахунок                                         | Фіналіст                                        |
| ---- | ----------------------------------------------- | ----------------------------------------------- | ----------------------------------------------- |
| 2012 | «Ель-Насір»                                     | 2:1                                             | «Аль-Меррейх» (Ренк)                            |
| 2013 | «Аль-Малакія»                                   | 2:0                                             | «Салам Авейл»                                   |
| 2014 | «Аль-Малакія»                                   | 1:0                                             | «Аль-Газель»                                    |
| 2015 | не проводився (замість нього провели Кубок МТН) | не проводився (замість нього провели Кубок МТН) | не проводився (замість нього провели Кубок МТН) |
| 2016 | «Аль-Салам»                                     | 3:0                                             | «Янг Страз»                                     |
| 2017 | «Аль-Салам»                                     | 2:2 (ов.; 5:4 пен.)                             | «Аль-Хіляль» (Джуба)                            |
| 2018 | «Аль-Меррейх» (Джуба)                           | 2:0                                             | «Аль-Газела»                                    |
| 2019 | «Амарат Юнайтед»                                | 12:0                                            | «Джил Аль-Салам» (Малака)                       |